# Fjällryggig myrfågel
Fjällryggig myrfågel (Willisornis poecilinotus) är en fågel i familjen myrfåglar inom ordningen tättingar.

## Utseende
Fjällryggig myrfågel är en kortstjärtad myrfågel. Hanen är grå med svartaktiga fjäll på ryggen och en svart stjärt med vit spets. Honan har liknande mönster, men varierar i färg geografiskt, dock generellt gulbeige. 

## Utbredning och systematik
Fjällryggig myrfågel delas in i fem underarter med följande utbredning:
- W. p. poecilinotus – södra Venezuela till Guyanaregionen och nordöstra brasilianska Amazonområdet
- lepidonotus/duidae–gruppen
  - W. p. duidae – östra Colombia till sydvästra Venezuela och nordvästra Brasilien (nedre Río Negro)
  - W. p. lepidonota – sydöstra Colombia till östra Ecuador och östra Peru (söderut till Cusco)
- W. p. gutturalis – nordöstra Peru och närliggande västra Brasilien (österut till nedre Río Juruá)
- W. p. griseiventris – östcentrala och sydöstra Peru till norra Bolivia och sydvästra brasilianska Amazonområdet

## Levnadssätt
Fjällryggig myrfågel hittas i högväxt regnskog där den påträffas i undervegetationen. Den födosöker enstaka eller i par, klamrande på tunna stammar nära marken. Den följer ofta svärmar med vandringsmyror för att fånga föda de skrämmer upp i sin väg. Olikt många andra myrfåglar slår den vanligen inte följe med kringvandrande artblandade flockar.

## Status och hot
Arten har ett stort utbredningsområde, men tros minska i antal, dock inte tillräckligt kraftigt för att den ska betraktas som hotad. Internationella naturvårdsunionen IUCN listar arten som livskraftig (LC).